# Korscheltellus lupulinus
Korscheltellus lupulina es una polilla de la familia Hepialidae. Fue colocado previamente en el género Hepialus. Es una especie europea abundante y común.

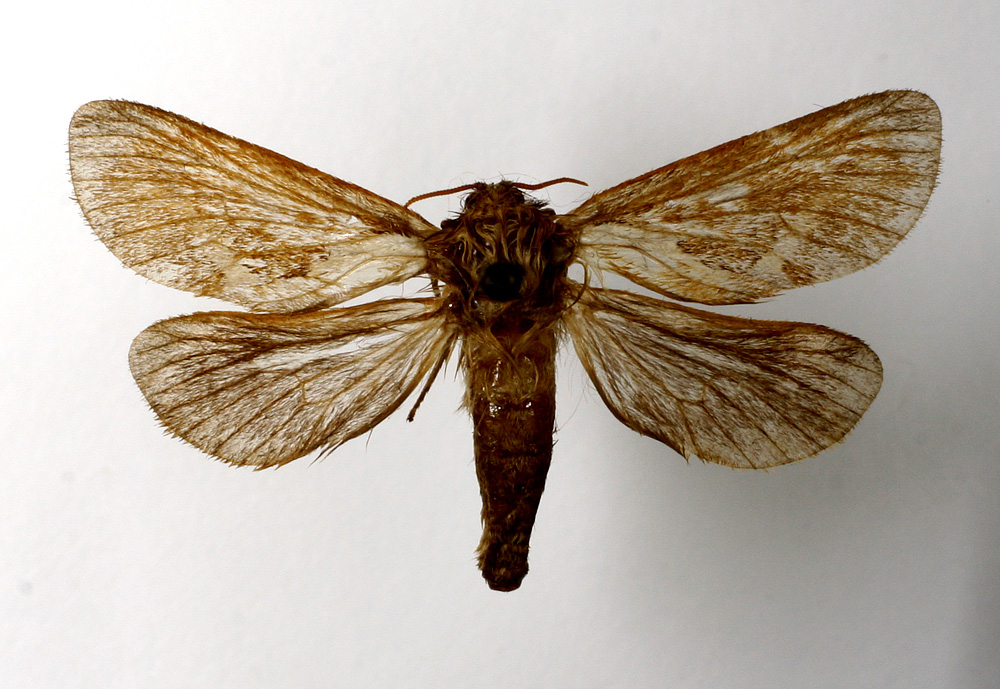
Montado.

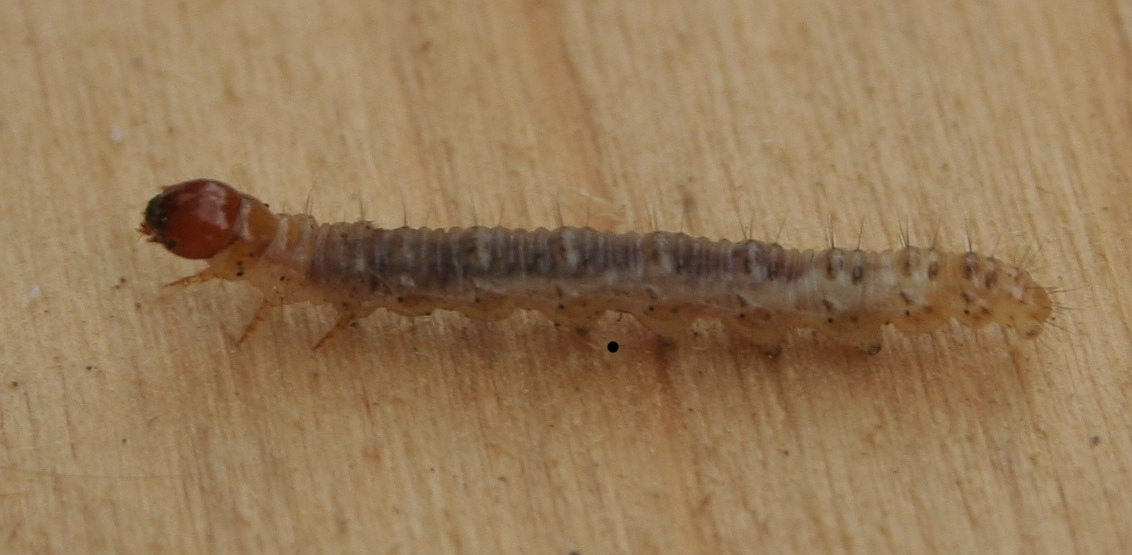
Oruga.

El macho tiene una envergadura de unos 30 mm con las alas anteriores de color marrón oscuro con rayas blancas unidas apical y basalmante para hacer una forma de 'v' . Las alas posteriores son de color marrón claro. La hembra es más grande (envergadura sobre 40 mm) con patrón similar a la masculina, pero generalmente más pálido y menos clara.  Los adultos vuelan de mayo a julio y se sienten atraídos por la luz. La especie pasa el invierno como larva .
Las larvas se alimentan de las raíces de una amplia variedad de plantas (ver lista abajo) y puede ser una plaga para la agricultura.

## Plantas alimenticias
- Allium
- Apium
- Brassica
- Chrysanthemum
- Dahlia
- Daucus
- Fragaria
- Helianthus
- Humulus
- Lactuca
- Lycopersicon
- Medicago
- Narcissus
- Pastinaca
- Phaseolus
- Pisum
- Poaceae
- Ribes
- Rubus
- Solanum